# Ammobates
Ammobates är ett släkte av bin som ingår i familjen långtungebin.

## Beskrivning
Släktets medlemmar är kraftigt byggda bin, men inte särskilt långa; vanligen är deras kroppslängd mellan 5 och 10 mm. Bakkroppen är svart till rödsvart, och har vanligtvis iögonfallande vita hårfläckar. På undersidan av bakkroppen är det sjätte segmentet framifrån (kallade sterniter; motsvarande segment på ryggsidan kallas tergiter) format som en spets, som troligen används vid äggläggningen.
Förväxlingssläkten är Pasites och Epeoloides.

## Ekologi
De ingående arterna är solitära, det vill säga ickesociala bin, de saknar kaster som drottningar, drönare och arbetare. De är dessutom så kallade boparasiter; honan lägger ägg i andra solitära bins bon, ett i varje larvcell. Det antas att undersidans förlängda spets används för att sticka hål på larvkammaren. Den resulterande larven äter sedan upp värdägget eller -larven och livnär sig av det insamlade matförrådet av nektar och pollen. Värdarter är släktena pälsbin och Tetralonia.
De ingående arterna flyger samtidigt som deras värdarter, under sommaren, vilket i Mellaneuropa blir juni till augusti.

## Utbredning
Utbredningsområdet omfattar europeiska kontinenten med nordgräns i norra Frankrike och Tyskland, Nordafrika, Östafrika, Sydafrika samt Indien, delar av Centralasien och centrala Sibirien.

## Dottertaxa till släktetAmmobates
Släktet innehåller för närvarande 50 arter. Det är uppdelat i tre undersläkten: Ammobates senso stricto, som innehåller 40 eller 41 arter och finns från Marocko och via Europa till södra Indien samt två arter i Sydafrika; den ena även i Namibia; Euphileremus med sex arter från Kanarieöarna österut till Uzbekistan; och Xerammobates med tre arter i Tunisien och Turkmenistan.
Arterna följer sorterade efter undersläkte:
- Ammobates
  - Ammobates ancylae (Warncke, 1983)
  - Ammobates armeniacus Morawitz, 1876
  - Ammobates assimilis (Warncke, 1983)
  - Ammobates atrorufus (Warncke, 1983)
  - Ammobates aurantiacus Popov, 1951
  - Ammobates biastoides Friese, 1895
  - Ammobates buteus (Warncke, 1983)
  - Ammobates chinospilus Baker, 1974
  - Ammobates cinnamomeus Engel, 2008
  - Ammobates depressus Friese, 1911
  - Ammobates dubius Benoist, 1961
  - Ammobates dusmeti Popov, 1951
  - Ammobates handlirschi Friese, 1895
  - Ammobates hipponensis Pérez, 1902
  - Ammobates iranicus (Warncke, 1983)
  - Ammobates latitarsis Friese, 1899
  - Ammobates lativalvis Popov, 1951
  - Ammobates mavromoustakisi Popov, 1944
  - Ammobates minor (Pérez, 1902)
  - Ammobates minutissimus Mavromoustakis, 1959
  - Ammobates mutinensis Heinrich, 1977
  - Ammobates niveatus (Spinola, 1838)
  - Ammobates obscuratus Morawitz, 1894
  - Ammobates opacus Popov, 1951
  - Ammobates oraniensis (Lepeletier, 1841)
  - Ammobates punctatus (Fabricius, 1804)
  - Ammobates robustus Friese, 1896
  - Ammobates roggeveldi Kuhlmann, 2021
  - Ammobates roseus Morawitz, 1895
  - Ammobates rostratus Friese, 1899
  - Ammobates rufiventris Latreille, 1809
  - Ammobates sanguineus Friese, 1911
  - Ammobates semitorquatus (Warncke, 1983)
  - Ammobates similis Mocsáry, 1894
  - Ammobates solitarius Nurse, 1904
  - Ammobates syriacus Friese, 1899
  - Ammobates teheranicus Mavromoustakis, 1968
  - Ammobates turanicus Popov, 1951
  - Ammobates verhoeffi Mavromoustakis, 1959
  - Ammobates vinctus Gerstäcker, 1869
- Incertae sedis
  - Ammobates cockerelli Popov, 1951[a]
- Euphileremus
  - Ammobates auster Eardley, 1997
  - Ammobates baueri (Warncke, 1983)
  - Ammobates lebedevi Popov, 1951
  - Ammobates monticolus Warncke, 1985
  - Ammobates nigrinus Morawitz, 1875
  - Ammobates oxianus Popov, 1951
- Xerammobates
  - Ammobates maxschwarzi Engel, 2008
  - Ammobates muticus Spinola, 1843
  - Ammobates persicus Mavromoustakis, 1968